# Standfussiana socors
Standfussiana socors är en fjärilsart som beskrevs av Corti 1925. Standfussiana socors ingår i släktet Standfussiana och familjen nattflyn. Inga underarter finns listade i Catalogue of Life.